# Котелски мост
Котелският мост (на гръцки: Γεφύρι Παλιάς Κοτύλης) е османски каменен мост, разположен в изоставеното нестрамско село Котелци, Костурско, Гърция.
Мостът е строен в XIX век. Разположен е зад църквата „Свети Георги“ на потока, спускащ се от Пиргос и свързва махалите на селото. Има една арка.